# EX.UA
Ex.ua était un service d'hébergement de fichier qui offrait à la fois des services gratuits et commerciaux. Opérant depuis l'Ukraine, elle était financée par des publicités sur le site Internet. Ex.ua était considéré comme le plus grand service de partage de fichiers en Ukraine et permettait des téléchargements allant jusqu'à 50 Go. Le trafic du site représentait 15 à 25 % du trafic national.
Dans une lettre de 2010 adressée au bureau du représentant commercial des États-Unis, la Recording Industry Association of America (RIAA) a décrit le site comme l'un des principaux sites pirates en ligne. Le site a été fermé par les propriétaires le 16 novembre 2016.

## Histoire
Le service a été fondé à l'été 2009.
En novembre 2010, la RIAA a ajouté ex.ua à la liste des 25 sites contribuant à la diffusion de musique illégale. L'association a affirmé que le site ne contenait pas une seule vidéo ou chanson dont la légalité était confirmée par la diffusion du titulaire des droits d'auteur.
Le 16 décembre 2010, le site était temporairement indisponible pour des raisons techniques. Certains médias électroniques ont rapporté que le service était fermé pour la distribution de produits sans licence. Un jour plus tard, le site fonctionnait à nouveau, mais n'était disponible que pour les utilisateurs ukrainiens.

## Raid 2012
Le 31 janvier 2012, les bureaux d'Ex.ua ont été perquisitionnés et 200 serveurs contenant 6 pétaoctets de données ont été confisqués et 16 employés interrogés. Le blocage du nom de domaine ex.ua par le bureau d'enregistrement Imena.ua a conduit à de multiples attaques DDoS sur les sites Web du gouvernement ukrainien. Des utilisateurs indignés ont également participé aux attaques, principalement en utilisant LOIC. Les appels à se joindre aux attaques ont été diffusés sur différents forums. Le 3 février 2012, Ex.ua a été restitué car le domaine ne pouvait pas être saisi pour les violations présumées du droit d'auteur et a commencé à restaurer le service,,,.

## Fermeture d'ex.ua en 2016
Le 16 novembre 2016, les propriétaires du site ont publié un message annonçant la fermeture du site de partage de fichiers en raison d'accusations de violation du droit d'auteur.
Le service de messagerie mail.ex.ua reste en ligne.

## Sources et références
1. ↑  (ru) Сергій Пішковцій, « Ex.ua closed (updated continuously) », Watcher,‎ 31 janvier 2012 (lire en ligne, consulté le 4 février 2012)
2. ↑  « RIAA Reports Torrent Sites, RapidShare and RLSLOG to US Government », TorrentFreak,‎ 11 novembre 2010 (lire en ligne, consulté le 4 février 2012)
3. 1 2  (uk) « Український файлообмінник EX.UA закривається », Pravda Ukraine,‎ 16 novembre 2016 (lire en ligne, consulté le 11 mai 2019)
4. ↑  Out-of-Cycle Review of Notorious Markets.
5. ↑  « Authorities Shut Down Ukraine's Largest File-Sharing Site Ex.ua », TorrentFreak,‎ 31 janvier 2012 (lire en ligne)
6. ↑  « Internal Ministry To Detect Persons Involved In Uploading Counterfeit Software To ex.ua Share Site », Ukrainian News,‎ 3 février 2012 (lire en ligne)
7. ↑  « TEx.ua Makes a Miraculous Comeback », TorrentFreak,‎ 4 février 2012 (lire en ligne)
8. ↑  (ru) « Украинская милиция передумала блокировать ex.ua », Lenta.ru,‎ 2 février 2012 (lire en ligne)
9. ↑  (ru) « Сайт ЕХ.UA возобновляет свою работу », Imena.ua,‎ 2 février 2012 (lire en ligne [archive du 4 février 2012])
10. ↑  « Ex.ua file hosting service reopens », he National Radio Company of Ukraine.,‎ 3 février 2012 (lire en ligne [archive du 4 février 2012])
11. ↑  « mail.ex.ua » (consulté le 11 mai 2019)